# 위대한 소원
"위대한 소원"은 2016년에 개봉한 대한민국의 영화이다.

## 캐스팅

### 주요 인물
- 류덕환 : 고환 역
- 김동영 : 남준 역
- 안재홍 : 갑덕 역
- 전노민 : 고환 부 역
- 전미선 : 고환 모 역

### 그 외
- 배정화 : 여신 역
- 한국진 : 담임선생님 역
- 박상연 : 애옥 역
- 한우리 : 루루 역
- 이소정 : 라라 역
- 김가을 : 꿈속의 여신 역
- 경도아 : 고환 담당 간호사 역
- 김용운 : 의사 역
- 정도현 : 버킷학생 역
- 유정래 : 리포터 역
- 양정인 : 갑덕누나 역

### 단역
- 문정현 : 어린고환 역
- 안민영 : 중년마담 역
- 이해인 : 젊은마담 역
- 강하람 : 여신옆룸녀 역
- 이지형 : 룸녀 1 역
- 박서연 : 룸녀 2 역
- 하나래 : 룸녀 3 역
- 이원희 : 촬영학생 역
- 김장원 : 형사 역
- 한기업 : 골프채 중년남 역
- 이상민 : 정류장 여중생 역
- 이수지 : 지나가는 미녀 역
- 김예진 : 엘리베이터 간호사 역
- 황슬빛나 : 깁스녀 역
- 김의진 : 깁스녀애인 역
- 한민석 : 구급대원 1 역
- 이정호 : 구급대원 2 역
- 윤도영 : 경찰 1 역
- 황용 : 경찰 2 역
- 이홍내 : 조깅남 역
- 이소정 : 요가영상선생님 역
- 장원식 : 새롬 역
- 심현 : 마라톤 건맨 역
- 조우진 : 담임선생님지인 역
- DJ 사우스 : 매니저 (목소리) 역
- 박상연 : 아나운서 (목소리) 역
- 나단 헨드릭스 : Dick & Rick 나레이터 역
- 하윤경 : 지나가는 여고생 역

### 특별출연
- 이한위 : 갑덕 부 역
- 이병헌 : 건달선배 역
- 우지원 : 코트의 황태자 역